# Communauté de communes Touraine-Est Vallées
La communauté de communes Touraine-Est Vallées est une communauté de communes créée le 1er janvier 2017 dans le département français d'Indre-et-Loire.

## Historique
- 1er janvier 2017 : création de la communauté de communes, sous forme d'un établissement public de coopération intercommunale par fusion des anciennes communautés de communes de l'Est Tourangeau et du Vouvrillon .

## Géographie

### Géographie physique
Située au centre-est du département d'Indre-et-Loire, la communauté de communes Touraine-Est Vallées regroupe 10 communes et présente une superficie de 213,5 km2.
La maison communautaire de la Communauté Touraine-Est Vallées est située au 48 Rue de la Frelonnerie à Montlouis-sur-Loire.

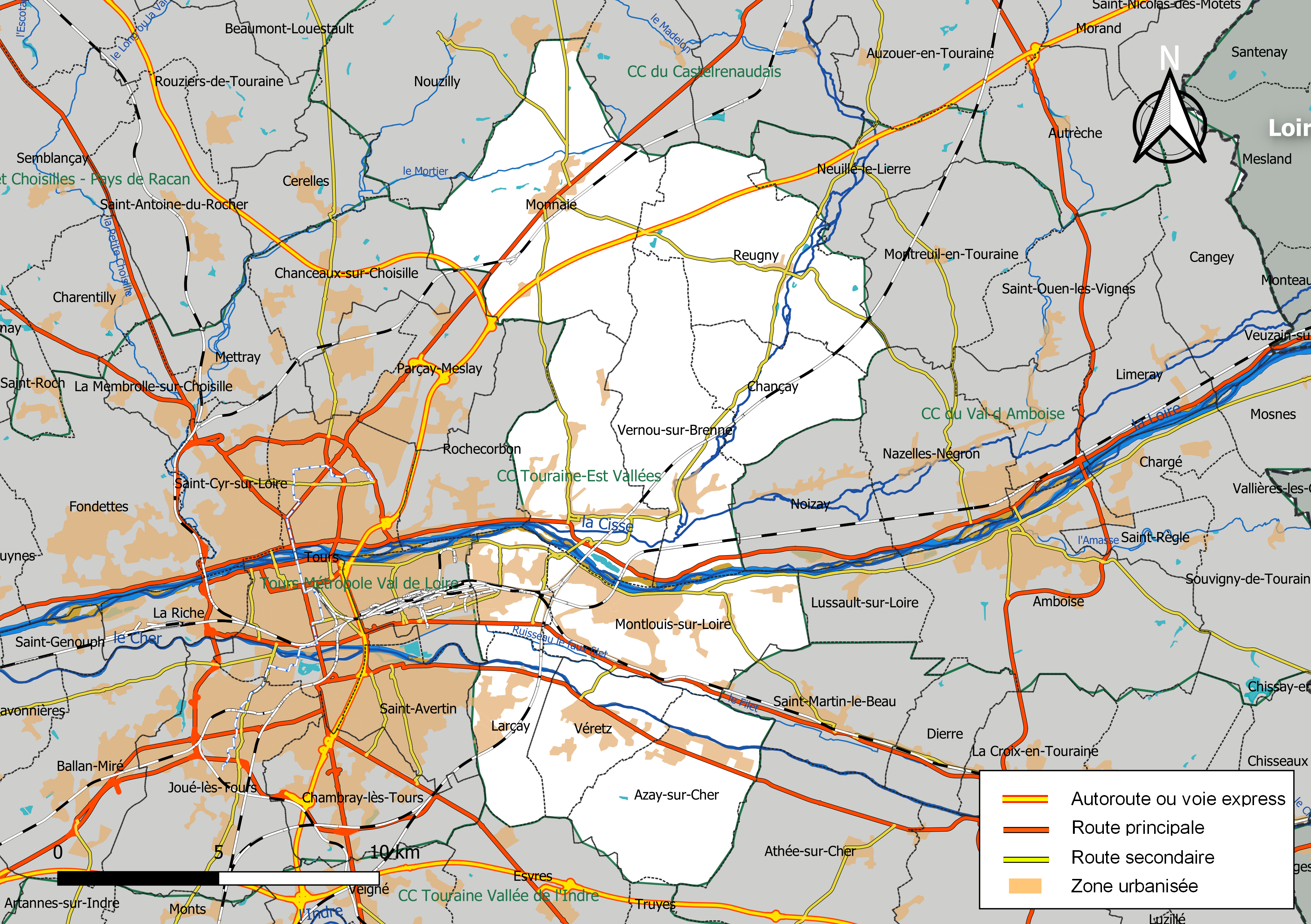
Carte de la communauté de communes Touraine-Est Vallées au 1er janvier 2019.

### Composition

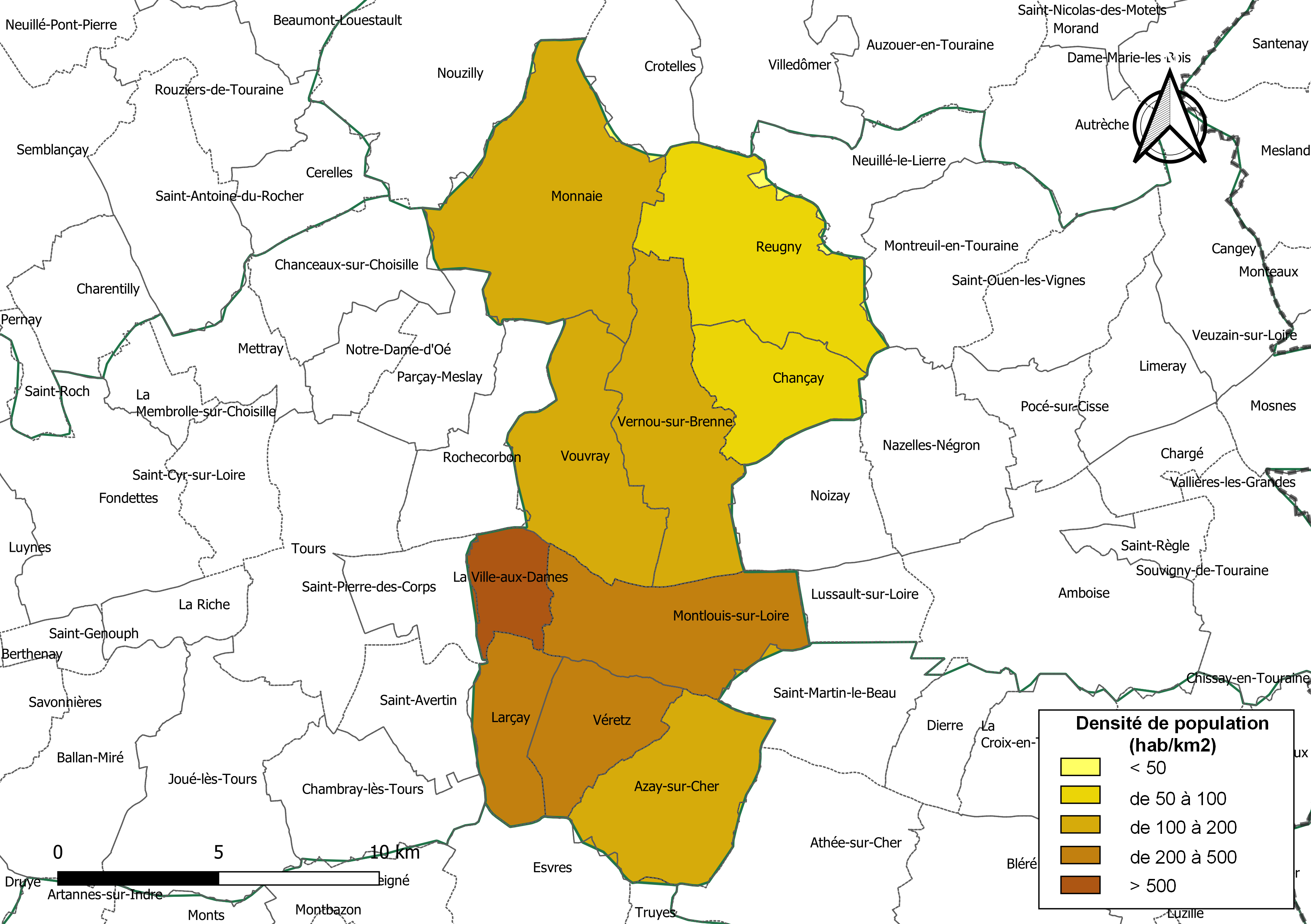
Carte des densités de population (millésimée 2016) des communes de la communauté de communes Touraine-Est Vallées. Composition en communes au 1er janvier 2019.

La communauté de communes est composée des 10 communes suivantes :

| Nom                         | Code Insee | Gentilé       | Superficie (km2) | Population (dernière pop. légale) | Densité (hab./km2) |
| --------------------------- | ---------- | ------------- | ---------------- | --------------------------------- | ------------------ |
| Montlouis-sur-Loire (siège) | 37156      | Montlouisiens | 24,55            | 11 261 (2022)                     | 459                |
| Azay-sur-Cher               | 37015      | Azayens       | 22,85            | 3 127 (2022)                      | 137                |
| Chançay                     | 37052      | Chancéens     | 15,04            | 1 123 (2022)                      | 75                 |
| Larçay                      | 37124      | Larcéens      | 11,19            | 2 577 (2022)                      | 230                |
| Monnaie                     | 37153      | Modéniens     | 39,42            | 4 785 (2022)                      | 121                |
| Reugny                      | 37194      | Reugnois      | 29,72            | 1 764 (2022)                      | 59                 |
| Véretz                      | 37267      | Véretzois     | 13,86            | 4 682 (2022)                      | 338                |
| Vernou-sur-Brenne           | 37270      | Vernadiens    | 25,91            | 2 871 (2022)                      | 111                |
| La Ville-aux-Dames          | 37273      | Gynépolitains | 8                | 5 575 (2022)                      | 697                |
| Vouvray                     | 37281      | Vouvrillons   | 22,92            | 3 397 (2022)                      | 148                |

## Démographie
| 1968   | 1975   | 1982   | 1990   | 1999   | 2006   | 2011   | 2016   | 2022   |
| ------ | ------ | ------ | ------ | ------ | ------ | ------ | ------ | ------ |
| 17 105 | 19 770 | 24 732 | 29 512 | 33 228 | 35 877 | 37 625 | 39 116 | 41 162 |

## Politique communautaire

### Représentation

#### Présidents de la communauté de communes
| Période         | Période  | Identité       | Étiquette | Qualité                                     |
| --------------- | -------- | -------------- | --------- | ------------------------------------------- |
| 10 janvier 2017 | En cours | Pierre Dourthe | PS        | Conseiller municipal de Montlouis-sur-Loire |

## Conseil communautaire
Le conseil communautaire de la communauté de communes se compose de 45 conseillers pour la mandature 2020-2026,  répartis comme suit :
| Nombre de conseillers | Communes                                          |
| --------------------- | ------------------------------------------------- |
| 12                    | Montlouis-sur-Loire                               |
| 5                     | La Ville-aux-Dames                                |
| 4                     | Monnaie, Véretz                                   |
| 3                     | Azay-sur-Cher, Larçay, Vernou-sur-Brenne, Vouvray |
| 2                     | Chançay, Reugny                                   |

## Compétences
- Aménagement de l'espace communautaire
- Développement économique
- Politique du logement social d’intérêt communautaire et action, par des opérations d’intérêt communautaire, en faveur des logements des personnes défavorisées
- Création, aménagement et entretien de la voirie d'intérêt communautaire
- Assistance technique et administrative aux communes
- Ordures ménagères
- Action sociale
- Environnement
- Sport, culture et loisirs
- Tourisme
- Gens du voyage
- Contrat de pays
- Services incendie et secours

## Projets communautaires
- Programme local de l'habitat (PLH)

Fruit d’une longue construction législative, les PLH ont été créés par la loi du 7 janvier 1983. Depuis cette date, une quinzaine de lois et autant de décrets sont venus consolider et dessiner les contours de ce qui est aujourd’hui l’un des principaux outils de pilotage des collectivités. Document stratégique définissant le projet résidentiel du territoire pour six ans, le PLH s’articule naturellement avec les autres documents de planification locaux, qu’ils soient communaux ou supra-communaux (PLU, SCoT, PDALHPD, PCAET…). Son contenu, strictement encadré par le Code de la construction et de l’habitation, se compose de trois parties :
- Un diagnostic,
- Une liste d’objectifs à atteindre et de grandes orientations,
- Un programme d’actions détaillé.

Le PLH permet donc de répondre précisément aux besoins en logement de la population grâce à une connaissance plus fine du territoire et une répartition équilibrée des modes de logement et d’hébergement. La création de Touraine-Est Vallées impose de redéfinir le projet résidentiel de la collectivité à l’échelle du nouveau territoire. Par délibération du 18 mai 2017, le conseil communautaire de Touraine Est Vallées a  voté le lancement d’un nouveau PLH. Le PLH a été adopté le 19 décembre 2019.
- Plan climat-air-énergie territorial (PCAET)

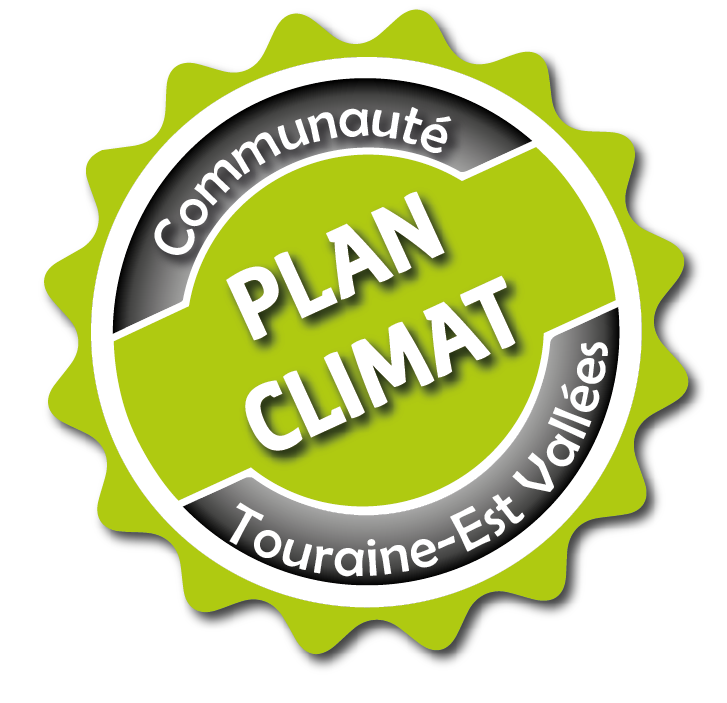
Plan Climat Air Énergie Territorial de la Communauté Touraine-Est Vallées

Ce plan place la collectivité dans un rôle de « chef d’orchestre » de la transition énergétique et écologique à l’échelle locale.
Le PCAET a 5 objectifs :
Ainsi, Touraine-Est Vallées a initié l’élaboration de son Plan Climat. Pour ce faire, elle est épaulée par un groupement de bureaux d’études pour le recueil et l’analyse de données, la réalisation d’études techniques, l’animation des phases de concertation, l’élaboration de document de sensibilisation et de communication et pour l’estimation des impacts environnementaux du plan.
Deux instances ont été créées pour suivre la construction de ce PCAET :
- Un comité de pilotage – composés d’élus représentant toutes les communes de Touraine-Est Vallées,
- Un « Club Climat » – composés d’acteurs de la société civile : associations, habitants, chefs d’entreprises, agriculteurs, viticulteurs, responsables et techniciens d’institutions telles qu’ENEDIS, GRDF, la Chambre d’Agriculture d’Indre-et-Loire, la Chambre de Métier et de l’Artisanat d’Indre-et-Loire,…

Une plateforme Internet a été créée afin de partager les éléments et les réflexions liés au PCAET /
Ce plan sera composé :
- D’un diagnostic du territoire, permettant de déceler les forces et faiblesses du territoire ainsi que les principaux enjeux locaux de la transition énergétique,
- D’une stratégie territoriale, définissant les orientations politiques à suivre dans la mise en œuvre effective du plan
- D’un programme d’actions concret et opérationnel, explicitant les opérations menées par la collectivité et ses partenaires
- D’un dispositif de suivi et d’évaluation du plan, afin de juger de l’efficacité des actions accomplis et programmées.

### Activités agricoles et viticulture
- Projet Agricole Alimentaire Territorial

Ce travail va permettre d’identifier les faiblesses et les potentiels de développement du secteur agricole et alimentaire sur le territoire. Le but, à terme, est de viser une autosuffisance alimentaire. Grâce aux soutiens financiers de l’ADEME et de la Région Centre-Val de Loire, Touraine-Est Vallées pourra engager des actions en synergie avec les projets similaires des territoires voisins (Tours Métropole, Communauté de communes du Val d’Amboise…) et des acteurs de la profession, notamment la Chambre d’Agriculture d’Indre-et-Loire.
Cette dynamique donne suite au projet initié en 2013 aboutissant à la construction d’un bâtiment agricole et à l’installation d’un maraîcher en agriculture biologique sur une exploitation de 2,5 hectares.
- La Viticulture face au changement climatique

Dans le cadre du projet d’étude nommé « Habiter l’eau au sein du périmètre UNESCO, les étudiants du Master Environnement, Territoire et Paysage de l’Université François Rabelais de Tours ont orienté leur recherche sur l’évolution du paysage viticole dans un contexte de changement climatique. L’AOC Montlouis et plus précisément le périmètre de la Zone Agricole Protégée (ZAP) était leur terrain d’étude, l’idée étant d’alimenter les réflexions sur le plan climat en cours d’élaboration par la communauté Touraine-Est Vallées.
Plus précisément, deux stratégies ont été étudiées : « l’innovante » et « la nomade ». Les hypothèses ayant un impact spatial ont été approfondies, notamment les suivantes
- le déplacement des plantations,
- la diversification des cépages,
- leur extension pour permettre d’accueillir des cultures complémentaires.
Vous retrouverez ci-dessous le rapport de l’étude, ainsi que 4 tableaux résumés :
- Rapport
- L’enjeu
- Mettre de l’eau dans son vin
- Scenario 2030
- Scenario 2080
Dans un second temps, les étudiants de la promotion 2018-2019 de ce même master ont travaillé plus précisément sur les solutions techniques d’adaptations au changement climatique. La durabilité des différentes solutions est également étudiée. Ainsi l’analyse qui en découle présente la pertinence de leur mise en oeuvre sur ce territoire. Dans ce rapport, il est également détaillé la dynamique locale du secteur viticole qui en fait un territoire propice au développement de stratégies d’adaptation.
- Rapport
- Rendu synthétique

### Identité visuelle
| logo_communaute_touraine_est_vallees | Logo de la Communauté de communes Touraine-Est Vallées |

## Pour approfondir